# Lucie Šafářová
Lucie Šafářová (n. 4 februarie 1987, Brno, Cehoslovacia) este o jucătoare profesionistă de tenis din Cehia. A câștigat două titluri de Grand Slam: Australian Open și French Open, alături de Bethanie Mattek-Sands. Este componentă a echipei de Fed Cup Cehia și a reușit să câștige de patru ori competiția.

## Statistici carieră

### Simplu
| Turneu de Grand Slam |     |     |     |      |     |     |     |     |     |     |      |     |       |
| Australian Open      | A   | Q1  | T1  | 1/4F | T1  | T3  | T1  | T3  | T1  | T2  | T3   | T1  | 11–10 |
| French Open          | A   | T1  | T1  | T4   | T2  | T2  | T2  | T2  | T2  | T1  | T4   | F   | 17–11 |
| Wimbledon            | A   | T1  | A   | T3   | T1  | T1  | T1  | T2  | T1  | T2  | SF   | T4  | 12–10 |
| US Open              | Q2  | T1  | T2  | T3   | T1  | T1  | T1  | T3  | T3  | T2  | T4   | T1  | 11–11 |
| Victorii–Înfrângeri  | 0–0 | 0–3 | 1–3 | 11–4 | 1–4 | 3–4 | 1–4 | 6–4 | 3–4 | 3–4 | 13–4 | 9–3 | 51–42 |

### Dublu
| Turneu de Grand Slam |     |     |     |     |     |     |     |     |      |      |      |       |
| Australian Open      | A   | T1  | T1  | A   | T3  | T1  | T2  | T1  | 1/4F | 1/4F | C    | 16–8  |
| French Open          | A   | T1  | T1  | T1  | T2  | T2  | T3  | T1  | 1/4F | T1   | C    | 13–9  |
| Wimbledon            | T1  | A   | T1  | T1  | T1  | T2  | T1  | T1  | T1   | 1/4F | 1/4F | 7–10  |
| US Open              | T1  | T1  | T1  | T2  | T1  | T2  | T1  | T1  | T3   | T2   | A    | 5–10  |
| Victorii-Înfrângeri  | 0–2 | 0–3 | 0–4 | 1–3 | 3–4 | 3–4 | 3–4 | 0–4 | 8–4  | 7–4  | 15–1 | 41–37 |

## Finale deGrand Slam

### Simplu: 1 (1 finalist)
| Rezultat | An   | Turneu      | Suprafață | Adversar        | Scor               |
| -------- | ---- | ----------- | --------- | --------------- | ------------------ |
| Finalist | 2015 | French Open | Zgură     | Serena Williams | 3–6, 7–6(7–2), 2–6 |

### Dublu: 2 (2 titluri)
| Rezultat   | An   | Turneu          | Suprafață | Partener              | Adversar                           | Scor          |
| ---------- | ---- | --------------- | --------- | --------------------- | ---------------------------------- | ------------- |
| Câștigător | 2015 | Australian Open | Dură      | Bethanie Mattek-Sands | Chan Yung-Jan Zheng Jie            | 6–4, 7–6(7–5) |
| Câștigător | 2015 | French Open     | Zgură     | Bethanie Mattek-Sands | Yaroslava Shvedova Casey Dellacqua | 3–6, 6–4, 6–2 |